# Laurie Corbelli
Laura Jean Flachmeier Corbelli, dite Laura Corbelli, est une joueuse américaine de volley-ball née le 28 janvier 1957 à Détroit (Michigan).

## Biographie
Laurie Corbelli fait partie de l'équipe des États-Unis de volley-ball féminin médaillée d'argent aux Jeux olympiques d'été de 1984 à Los Angeles.